# Pyramid Mountain (Churchill Mountains)
Der Pyramid Mountain ist ein 2810 m hoher und auffällig pyramidenförmiger Berg in der antarktischen Ross Dependency. Er ragt rund 6,5 km nördlich des Mount Albert Markham in den Churchill Mountains auf. 
Teilnehmer der Discovery-Expedition (1901–1904) unter der Leitung des britischen Polarforschers Robert Falcon Scott benannten ihn nach seinem Erscheinungsbild. Verwechslungsgefahr besteht mit dem Pyramid Mountain im weiter nördlich liegenden Viktorialand.